# ʿAbdallāh ibn ʿAun
Abū ʿAun ʿAbdallāh ibn ʿAun al-Muzanī (arabisch أبو عون عبد الله بن عون المزني, häufig einfach nur Ibn ʿAun genannt, geb. 685/686 in Basra, gest. 768 ebenda) war ein Traditionarier aus Basra, der im Gegensatz zu vielen anderen islamischen Gelehrten seiner Zeit eine loyalistische Haltung gegenüber den herrschenden Dynastien der Umayyaden und Abbasiden einnahm und ein entschiedener Gegner der Qadarīya war. Die Einträge zu ihm in den arabischen Biographiensammelungen des Mittelalters schließen umfangreiche Berichte über seine persönlichen Lebensumstände ein und stellen wichtige Quellen zur Alltagsgeschichte der Stadt Basra dar. Die meisten dieser Berichte gehen auf seinen Neffen Bakkār ibn Muhammad zurück.

## Herkunft und frühe Jahre
Ibn ʿAun war Klient des Stammes Muzaina. Sein Großvater Artabān war Diakon in einer Kirche der Mesene gewesen und bei der arabischen Eroberung des Iraks gefangen genommen geworden. Er war als Beute dem arabischen Kämpfer ʿAbdallāh ibn Durra al-Muzanī zugefallen und nach seiner Freilassung dessen Klient geworden. Ibn ʿAuns Vater diente in der Armee von Musʿab ibn az-Zubair. Er erhielt die Nachricht von der Geburt seines Sohnes im Jahre 66 (= 685/686) in der Mesene, als Musʿab gerade gegen al-Muchtār ibn Abī ʿUbaid rüstete. Ibn ʿAun selbst nahm in seiner Jugendzeit in Syrien als Berittener an Ghazw-Aktivitäten gegen das Byzantinische Reich teil. Bei einem Zweikampf tötete er einen byzantinischen Kämpfer.

## Ausbildung und Aktivität als Traditionarier
Ibn ʿAun erhielt seine erste Ausbildung in seiner Heimatstadt Basra bei seinem Vater sowie bei bekannten Gelehrten wie al-Hasan al-Basrī (gest. 728) und Muhammad Ibn Sīrīn (gest. 729). Anas ibn Mālik hatte er zwar noch bei verschiedenen Gelegenheiten gesehen, doch hatte er nicht mehr bei ihm gehört. Er selbst meinte in höherem Alter, dass er von allen Zeitgenossen al-Hasan al-Basrī am nächsten stand, weil er einmal in dessen Abwesenheit auf seinem Bett eine Siesta gehalten hatte. Außerhalb seiner Heimatstadt studierte er bei asch-Schaʿbī (gest. nach 721) in Kufa, Makhūl ibn Abī Muslim in Damaskus, al-Qāsim ibn Muhammad, dem Enkel Abū Bakrs (gest. nach 723), und Nāfiʿ, dem Klienten von ʿAbdallāh ibn ʿUmar in Medina sowie bei Mudschāhid ibn Dschabr (gest. 722) in Mekka. Das Material, das er in Kufa sammelte, legte er erst Ibn Sīrīn vor, bevor er es weitergab.
Zusammen mit Aiyūb as-Sachtiyānī (gest. 748/49), Yūnus ibn ʿUbaid (gest. 756) und Sulaimān at-Taimī (gest. 761) galt Ibn ʿAun als einer der vier wichtigsten Hadith-Gelehrten von Basra im 8. Jahrhundert. Allerdings soll er richtig erst nach dem Tod von Aiyūb as-Sachtiyānī mit der Weitergabe von Hadithen begonnen haben. Danach versammelte er aber viele Schüler um sich, darunter Sufyān ath-Thaurī, al-Aʿmasch, ʿAbdallāh ibn al-Mubārak und Yazīd ibn Hārūn. Ibn ʿAun war auch ein wichtiger Überlieferer historischer Informationen, so über die Ermordung ʿUthmāns, zur Kamelschlacht und zur Huldigung an Yazīd I.
Ibn ʿAun tradierte aber nur im engeren Kreise zu Hause, und zwar frühmorgens nach dem Dhikr, den er an das Frühgebet anzuschließen pflegte. Die Menge hatte keinen Zutritt. Er war der Auffassung, dass man Hadith nicht erfragen dürfe, sondern warten müsse, bis der Lehrer es von sich aus vorträgt. Auch ließ er nicht zu, dass man ihm um der Hadithe willen nachlief. Er war außerdem dafür bekannt, von vielen Muslimen der zweiten Generation nichts zu überliefern, weil sie ihrer persönlichen Meinung zu viel Raum gaben. Darüber hinaus hielt er auch nichts von schriftlichen Aufzeichnungen. Sie führten den Menschen seiner Auffassung nach nur in die Irre.

## Persönliche Lebensumstände
Besonders viele Informationen liegen über Ibn ʿAuns persönliche Lebensumstände vor. Er war mit einer Enkelin seines Lehrers Muhammad Ibn Sīrīn (gest. 728) verheiratet. Zwischen 729 und 735 heiratete er außerdem eine arabische Frau, von der er sich aber wieder trennen musste, weil ihm als Nicht-Araber eine solche Eheverbindung nicht erlaubt wurde.
Ibn ʿAun besaß in Basra zwei Häuser: eines im Viertel der Gewürzhändler (ʿaṭṭārūn) und ein weiteres in der Kamelstallgasse (sikkat al-mirbad), in dem er auch wohnte. Neben ihm wohnten in dem Haus noch weitere Familien, von denen die einen Christen, und die anderen Muslime waren. Die Christen lebten unten, er lebte in der obersten Etage. Die Vermietung der beiden Häuser brachte ihm Geld ein, die er durch einen christlichen Agenten (wakīl) einsammeln ließ.  In dem Haus, in dem er wohnte, hatte er auch einen Gebetsraum (masǧid), in dem er und alle, die da waren, Freunde, Bewohner und Kinder, ihre Gebete abhielten. Als Muezzin fungierte ein Klient namens Zaid. Er führte nicht nur den Adhān durch, sondern auch die Iqāma. Die Moschee fiel allerdings dadurch auf, dass sie keinen Mihrāb hatte. Die Zakāt leistete Ibn ʿAun zweimal im Jahr: das eine Mal verteilte er sich im eigenen Kreis, das andere bezahlte er sie an die Obrigkeit.
Wie Sufyān ath-Thaurī verabscheute Ibn ʿAun das Händeschütteln. Er trug einen Burnus aus feiner Wolle, der schon ʿAbdallāh ibn ʿUmar gehört hatte und den er aus der Erbschaft des Anas ibn Sīrīn, eines Bruders seines Lehrers Muhammad ibn Sīrīn erstand. Seinen Schnurrbart kürzte er nicht, sondern hielt ihn in mittlerer Länge. Das Haar reichte ihm bis zur Mitte der Ohren. Er trug einen silbernen Siegelring, auf dem der Davidstern eingraviert war. Einige seiner Zähne hatten Inlays aus Gold. Wenn er wusste, dass in einer Speise, die ihm vorgesetzt wurde, Knoblauch war, rührte er sie nicht an. Vor dem Essen kam gewöhnlich ein Diener zu ihm, der ihm die Hände wusch und ihm ein Handtuch reichte, mit dem er sie abtrocknen konnte.
Bis zu seinem Tod hielt Ibn ʿAun ein intermittierendes Fasten: Einen Tag fastete er, den anderen nicht. Dieses begründete er mit einem Hadith, den er über Ibn Sīrīn und Abū Huraira auf den Propheten Mohammed zurückführte. Demnach soll der Prophet gesagt haben, dass das beste Fasten das Fasten Davids sei, der jeweils einen Tag gefastet und den nächsten Tag das Fasten gebrochen habe.
Ibn ʿAun vermied es, Wut zu zeigen. Wenn ihn jemand verärgerte, sprach er nur: „Gott segne Dich“ (bāraka Llāhu fī-k). Zu einem Sklaven, der seinem Lieblingskamel bei der Tränkung ein Auge ausgeschlagen hatte, sprach er diese Worte und ließ ihn anschließend frei. Auch einer Sklavin, die eine Schüssel fallen ließ und daraufhin erschreckte und sich vor ihm fürchtete, schenkte er die Freiheit. Ein Zeitgenosse zitiert ihn mit den Worten: „Das Sprechen über die Menschen ist eine Krankheit, das Sprechen über Gott ein Heilmittel.“

## Politische Positionierung
Im Gegensatz zu vielen anderen Gelehrten seiner Zeit zeigt Ibn ʿAun große Loyalität gegenüber den Umaiyaden. In seiner Umgebung erregte er dadurch Aufsehen, dass er bereit war, für al-Haddschādsch ibn Yūsuf, der allgemein als Tyrann angesehen wurde, um Vergebung zu bitten. Obwohl ihn Bilāl ibn Abī Burda, der Qādī von Basra, wegen seiner Heirat mit einer arabischen Frau hatte auspeitschen lassen, verlor Ibn ʿAun kein böses Wort über ihn, sondern ermahnte sogar andere, wenn sie schlecht über Bilāl sprachen oder ihn verfluchten.
Ibn ʿAun war ein ʿUthmānit. Die ʿUthmānīya war diejenige religiös-politischen Partei, die im Gegensatz zu den Charidschiten und den Schiiten die Legitimität der Herrschaft des dritten Kalifen ʿUthmān ibn ʿAffān bekräftigte und der Umayyaden-Dynastie loyal die Treue hielt. Er prangerte auch das Verhalten von Muhammad, dem Sohn Abū Bakrs, an, der eine prominente Rolle in der Opposition gegen ʿUthmān gespielt hatte, und vermerkte mit Genugtuung, dass sein Lehrer Qāsim, der ein Sohn Muhammads war, für das, was sein Vater ʿUthmān angetan hatte, um Vergebung bat.
Ibn ʿAun war ein entschiedener Gegner der Qadariten. Er selbst soll gesehen haben, wie Ghailān ad-Dimaschqī, eines der Oberhäupter der Qadariten, nach seiner Hinrichtung am Tor von Damaskus am Kreuz hing. Wenn er an Qadariten vorbeikam, grüßte er sie nicht. Von einem Bekannten, den er auf dem Sūq in Gesellschaft von ʿAmr ibn ʿUbaid sah, wandte er sich wortlos ab. Einen Mann, der sich bei ihm erkundigte, ob er denjenigen, die über Qadar sprechen, zuhören solle, verwies er auf das Koranwort: „Wenn Du die siehst, die leichtfertig über unsere Zeichen reden, dann wende dich von ihnen ab, bis sie über anderes reden. Und wenn der Satan es dich doch vergessen lässt, dann sitze nach der Mahnung nicht länger bei den frevlerischen Leuten!“ (Sure 6: 68). Die Qadariten nannte er auch „die Frevler, die leichtfertig über die Vorherbestimmung reden“ (aẓ-ẓālimūn allaḏīna yaḫūḍūna fī l-qadar). Jüngeren Zeitgenossen gegenüber betonte er, dass in seiner Jugend niemand über Qadar gesprochen habe außer Maʿbad al-Dschuhanī (st. 703) und Sanhūya, der Ehemann von Umm Mūsā.
Während des alidischen Aufstands des Ibrāhīm ibn ʿAbdallāh (762) stand er eindeutig auf abbasidischer Seite. Die Muʿtaziliten denunzierten ihn deswegen bei Ibrāhīm und meldeten ihm, dass er die Menschen davon abhielte, ihn zu unterstützen. Ibrāhīm ließ Ibn ʿAun daraufhin ausrichten, dass er sich ihm gegenüber nicht mehr verpflichtet fühle. Ibn ʿAun verließ deswegen die Stadt und ließ sich in dem Ort al-Quraizīya nieder. Ibrāhīm ließ die Tür seines Hauses verrammeln, so dass niemand es mehr betreten konnte. Da der Aufstand von Ibrāhīm ibn ʿAbdallāh jedoch schon wenige Wochen später zusammenbrach, konnte Ibn ʿAun bald nach Basra zurückkehren.

## Ende
Kurz vor seinem Tod hatte Ibn ʿAun einen Traum, in dem er den Propheten Mohammed sah. Über diesen Traum war er äußerst entzückt. Beim Hinabsteigen in die Moschee fiel er allerdings hin und brach sich den Fuß. Die Verletzung ließ er nicht behandeln, so dass er daran starb. Er starb im Radschab 151 (Juli–August 768). Das Totengebet sprach der Polizeichef Dschamīl ibn Mahfūz al-Azdī. Bei seinem Tod war Ibn ʿAun mit mehreren 10.000 Dirham verschuldet. Allerdings hinterließ er auch seine beiden Häuser. Sein Vermögen, das nach Abzug der Schulden übrigblieb, vermachte er zum großen Teil der Verwandtschaft seiner Frau.